# John Irving (oficial de la Royal Navy)
John Irving (Edimburgo, 8 de febrero de 1815 – Isla del Rey Guillermo, c. 1848) fue un oficial británico de la Royal Navy y explorador ártico. Sirvió bajo las órdenes del capitán Francis Crozier como tercer teniente a bordo del HMS Terror durante la Expedición Franklin, que pretendía descubrir y cartografiar zonas aún inexploradas del Ártico canadiense, incluido el Paso del Noroeste, y realizar observaciones científicas. Todo el personal de la expedición, incluido Irving, pereció en la isla del Rey Guillermo y sus alrededores, en lo que hoy es Nunavut (Canadá). Irving es uno de los pocos hombres cuyos restos han sido supuestamente identificados y reinhumados en Reino Unido.

## Primeros años
John Irving nació en Princes Street, en la ciudad de Edimburgo (Escocia), el 8 de febrero de 1815. Era el cuarto hijo de John Irving, abogado, miembro de la Society of Writers to the Signet y amigo de la infancia de Walter Scott, y de Agnes Hay, hija del coronel Lewis Hay, destacado oficial de ingeniería que pereció en la invasión anglo-rusa de Países Bajos de 1799. Irving fue a la escuela en Edimburgo, y el 25 de junio de 1828, a la edad de 13 años, ingresó en la Armada, asistiendo al Royal Naval College de Portsmouth. Durante su estancia en el colegio, obtuvo el segundo premio en matemáticas. A los 15 años sirvió por primera vez en el mar en el bergantín de 10 cañones Cordelia, pero pronto fue transferido a la fragata Belvidera en el Mediterráneo, donde sirvió durante tres años. Miembro de la Iglesia de Escocia, Irving adoptó posturas religiosas evangélicas extremas a bordo de la Belvidera gracias a su amistad con sus compañeros guardiamarinas William E. Malcolm y George Kingston.

## Carrera

### Primeros años de carrera naval (1833-1836)
Tras dejar el Belvidera en diciembre de 1833, Irving fue destinado al barco HMS Edinburgh en el puerto de Portsmouth. Irving y sus compañeros evangélicos a bordo del navío pasaron el tiempo estudiando la Biblia, los textos de geometría de Euclides y Memoir of the Rev Henry Martyn, BD, del reverendo John Sargent. Los marineros no evangélicos se burlaban de él y de sus compañeros llamándoles "los chicos del Espíritu Santo".
En mayo de 1835, Irving y los demás marineros a bordo del Edinburgh representaron a la Marina Real en la coronación del rey Otón I de Grecia en Atenas. Irving estaba al mando de un barco que volcó y mató a un marinero, pero fue exonerado de toda culpa en el incidente. En julio del año siguiente, sufrió una congelación en el Etna que le desfiguró la cara.

### Residencia en Australia (1836-1840)
En 1836, John Irving abandonó la Marina Real y, junto con su hermano menor David, emigró a Australia a bordo del barco Portland con la intención de dirigir una estación de ovejas. Pasaron cuatro años en Australia, que se caracterizaron por repetidas desgracias. Ninguno de los dos hermanos tenía experiencia en agricultura, les robaron poco después de llegar, el precio de las ovejas bajó de 30 chelines por cabeza a solo 5, la granja fracasó y John Irving enfermó de disentería y estuvo a punto de morir.

### Regreso a la Royal Navy
El único curso de acción de Irving tras sus fracasos en Australia fue reincorporarse a la Royal Navy, y encontró pasaje desde Sídney como oficial en funciones a bordo del buque de la marina Favourite. Regresó a Escocia en julio de 1843 y poco después fue ascendido a teniente. A finales de año sirvió a bordo de la fragata HMS Volage, frente a la costa occidental de Irlanda, en tareas de guarnición y aprovisionamiento. Tras su estancia a bordo del Volage, Irving fue transferido al HMS Excellent (originalmente HMS Boyne), un viejo buque de entrenamiento artillero de segunda clase amarrado en Portsmouth donde los jóvenes oficiales pasaban habitualmente varios meses de entrenamiento. Cinco oficiales de la Expedición Franklin sirvieron por última vez en el HMS Excellent antes de servir en la expedición: Irving y George Henry Hodgson (en el Terror), James Walter Fairholme, Robert Sargent y Charles Frederick Des Voeux (en el Erebus).

## Expedición Franklin

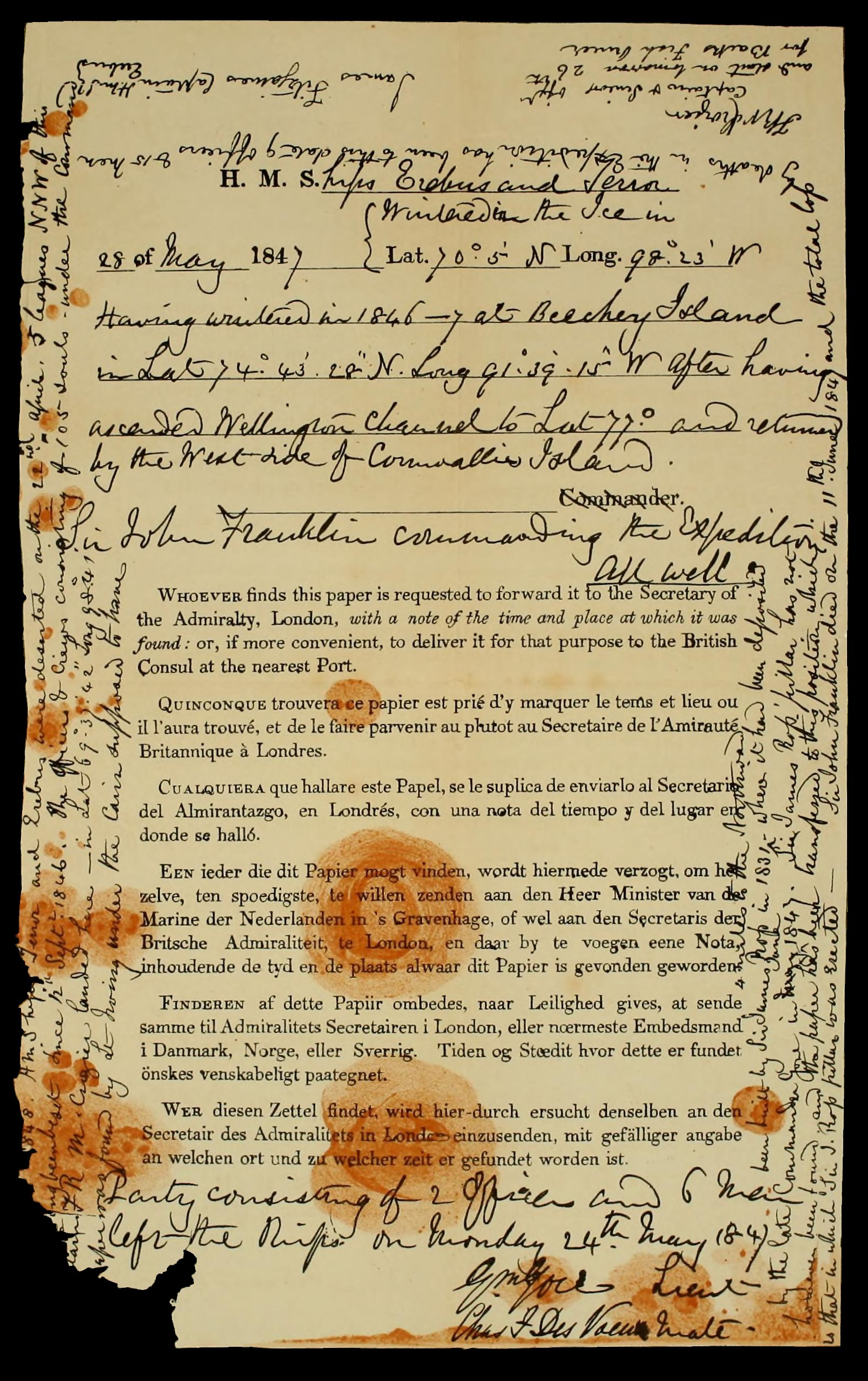
La nota de Victory Point, reencontrada por Irving en 1848, un año después de haber sido depositada por Graham Gore y Charles Des Voeux. Es la última comunicación conocida de las expediciones de Franklin. El nombre de Irving es mencionado en los márgenes, escrito por Crozier o Fitzjames.

A los 30 años, John Irving fue seleccionado para el Servicio Ártico, debido en parte al hecho de que era soltero. Fue seleccionado por el comandante del HMS Erebus, James Fitzjames, y nombrado tercer teniente del HMS Terror el 13 de marzo de 1845, el mismo día que James Walter Fairholme. Fue el cuarto al mando del Terror, por detrás del capitán Francis Crozier, el primer teniente Edward Little y el segundo teniente George Henry Hodgson.
En abril de 1848, Irving redescubrió un mojón donde el teniente Graham Gore y su compañero Charles Des Voeux habían dejado un mensaje escrito al mando de John Franklin y Fitzjames el año anterior. Fitzjames añadió un apéndice al registro, ahora llamado la Nota de Victory Point, explicando que varios oficiales y hombres (incluidos Franklin y Gore) habían muerto y que los barcos estaban siendo abandonados en un esfuerzo para que los hombres supervivientes llegaran al territorio continental de Canadá. Esta es la última comunicación oficial conocida de la Expedición Franklin.

### Supuesta tumba y nuevo enterramiento
Se ha propuesto que los restos óseos encontrados por la expedición de Frederick Schwatka en 1879 en una tumba poco profunda en el cabo Jane Franklin, en la costa oeste de la isla del Rey Guillermo, pertenecen a John Irving. La identificación de los restos se basa en el hecho de que junto a la tumba se encontró la segunda medalla matemática de Irving obtenida durante su estancia en el Royal Naval College. La tumba también contenía el cristal de un telescopio marino, los botones dorados de un oficial y un pañuelo de seda de colores. Schwatka recuperó los restos óseos y los llevó a Escocia. El 7 de enero de 1881 se celebró un funeral público por Irving y los restos fueron enterrados en el cementerio Dean de Edimburgo, ciudad natal de Irving. David C. Woodman señala que la presencia de la medalla no indica necesariamente que la tumba fuera la de Irving, a pesar de la abrumadora unanimidad entre los escritores que la consideran como tal, y también sugiere que si los restos son suyos, su ubicación es indicativa de un destacamento de regreso a los barcos en algún momento después del abandono inicial y no de una marcha de la muerte directa, interpretación que también sostiene Schwatka.
En 1854, el explorador escocés John Rae obtuvo de los inuit de la bahía Repulse un tenedor de mesa de plata con motivos de violín perteneciente a Irving. Las iniciales de William Wentzell, un marinero londinense a bordo del HMS Terror, estaban grabadas en el mango del tenedor.

## Legado
El explorador Francis Leopold McClintock bautizó una isla cercana a la isla del Rey Guillermo con el nombre de "isla Irving" en su memoria.

## En la cultura popular
Irving es un personaje recurrente en la novela de 2007 El Terror de Dan Simmons, un relato ficticio de la expedición perdida de Franklin con un giro de terror sobrenatural, en el que copa el protagonismo a lo largo de varios capítulos. También apareció en la adaptación televisiva de 2018 de la novela por parte de AMC, donde fue interpretado por Ronan Raftery.